# Stefan Wanot
Stefan Wanot (ur. 15 grudnia 1941 w Piekarach Śląskich) – polski inżynier i polityk, poseł na Sejm X kadencji.

## Życiorys
Ukończył w 1965 studia na Wydziale Elektrycznym Politechniki Śląskiej w Gliwicach, uzyskując tytuł zawodowy magistra inżyniera elektryka. W tym samym roku został zatrudniony w Zespole Elektrowni w Bytomiu. Pracował później na kierowniczych stanowiskach w górnictwie, m.in. jako dyrektor zakładu Kopalni Węgla Kamiennego „Centrum-Szombierki-Rozbark”. Został członkiem Stowarzyszenia Elektryków Polskich.
W 1965 wstąpił do Polskiej Zjednoczonej Partii Robotniczej. Z ramienia partii w 1989 uzyskał mandat posła na Sejm kontraktowy z okręgu bytomskiego. Na koniec kadencji należał do Parlamentarnego Klubu Lewicy Demokratycznej, w trakcie pracy w parlamencie zasiadał w Komisji Polityki Gospodarczej, Budżetu i Finansów oraz w Komisji Nadzwyczajnej do rozpatrzenia niektórych inicjatyw ustawodawczych.
Dołączył do Sojuszu Lewicy Demokratycznej w Piekarach Śląskich, z którego list w 2002 kandydował bez powodzenia do sejmiku śląskiego.
Odznaczony Złotym Krzyżem Zasługi (1982).